# Dan Crawford
Dan Crawford (Chicago, 23 novembre 1953) è un ex arbitro di pallacanestro statunitense professionista nella National Basketball Association (NBA). Indossava la divisa numero 43.

## Vita privata
Dopo aver frequentato la Cregier High School di Chicago, Crawford si è laureato, nel 1976, alla Northeastern Illinois University. Attualmente vive a Naperville, Illinois, ha un figlio Drew Crawford che gioca come cestista. Ha anche una figlia di nome Lia.

## Carriera

### Gli inizi
Crawford ha arbitrato per 12 anni le partite di High school, per 9 anni le partite di college nella Missouri Valley Conference e nella Chicagoland Collegiate Athletic Conference e per quattro anni le partite della Continental Basketball Association (CBA) prima di andare in NBA.

### Carriera da arbitro NBA
Nel 1984 viene chiamato ad arbitrare in NBA. Dalla stagione 1988-89 all'inizio della stagione 2013-2014 ha arbitrato 1660 partite di regular season e 283 di play-off. Ha inoltre arbitrato le partite dell'All-Star Game del 1993 e del 2001. 

#### Crawford e i Dallas Mavericks
Crawford, nella sua carriera, ha chiamato un numero sproporzionato di falli contro i Dallas Mavericks. Secondo quanto riportato dal sito della ESPN con lui come arbitro la franchigia di Mark Cuban ha un record di 2-16 nei play-off tra cui 16 sconfitte nelle ultime 17 partite. Inoltre Crawford chiama 2,3 falli a partita ai Mavs in più rispetto ai loro avversari.
L'ex arbitro Tim Donaghy ha affermato alla ESPN Radio che Crawford è "orgoglioso" del record dei Mavs sotto la sua gestione arbitrale.